# Styx
Styx (řecky Στύγα) je v řecké mytologii dcerou Titána Ókeana a jeho manželky a sestry Téthys. Je bohyní a zosobněním řeky Styx.

## Bohyně
Styx byla nejmladší, ale nejvznešenější ze svých tří tisíc sester – řek. Jejím manželem byl Titán Pallás, zplodili tyto potomky:
- Níké (Vítězství) — pomáhala Diovi k vítěznému zakončení válek. Zeus ji přijal na Olymp a učinil ji svou průvodkyní
- Kratos (Síla) — průvodce nejvyššího boha Dia a pomocník boha Héfaista
- Biá (Násilí) — zosobněná síla, jedna z neoddělitelných vlastnosti nejvyššího boha Dia
- Zélos (Moc, Úsilí, Snaha)

Když Zeus povstal proti Kronovi, svému otci, postavila se Styx na Diovu stranu a přivedla na pomoc i své syny Moc a Sílu a své dcery Ctižádost a Vítězství. Zeus je vzal na Olymp a učinil je svými stálými průvodci.